# HD 22780
HD 22780，又名BD+37 811，SAO 56628、HR 1113，是一颗恒星，视星等为5.57，位于銀經156.37，銀緯-14.04，其B1900.0坐标为赤經3h 34m 37.1s，赤緯+37° -14.04′ 26″。